# Лемма Арцела
Лемма Арцела — свойство компактного множества. На примере отрезка формулируется так:

Пусть в конечном промежутке {\displaystyle [a,b]} содержатся системы {\displaystyle D_{1},D_{2},\dots ,D_{k},\dots } промежутков, каждая из которых состоит из конечного числа не налегающих друг на друга замкнутых промежутков. Если сумма длин промежутков каждой системы {\displaystyle D_{k}(k=1,2,3,\dots )} больше некоторого постоянного положительного числа {\displaystyle \delta }, то найдется, по крайней мере, одна точка {\displaystyle x=c}, принадлежащая бесконечному множеству систем {\displaystyle D_{k}}. 

Названо в честь итальянского математика Чезаре Арцела.